# Disturbios en Léopoldville

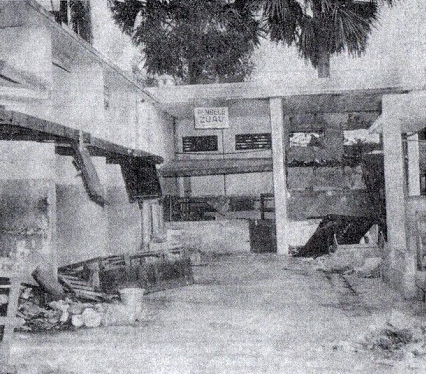
Daños en el mercado público congoleño en Léopoldville por los disturbios

Los disturbios de Léopoldville fueron una serie de desórdenes públicos ocurridos en Léopoldville (actual Kinshasa), en el Congo Belga, en enero de 1959 que supusieron un punto de inflexión para el movimiento independentista congoleño. Los disturbios se produjeron tras la dura reacción de las autoridades coloniales a una manifestación de protesta no autorizada del partido político Alianza de los Bakongo (ABAKO). Se desconoce el número exacto de muertos, pero al menos 49 personas perdieron la vida y el número total de víctimas pudo ascender a 500. Tras estos disturbios, se organizó una mesa redonda en Bruselas para negociar los términos de la independencia del Congo. El Congo obtuvo su independencia el 30 de junio de 1960, convirtiéndose en la República del Congo.

## Contexto
La colonización del Congo tuvo lugar a finales del siglo XIX. El rey Leopoldo II de Bélgica, frustrado por la falta de poder y prestigio internacional del país, intentó convencer al gobierno belga de que apoyara la expansión colonial en la inexplorada cuenca del Congo. La ambivalencia de este ante el proyecto llevó a Leopoldo a crear la colonia por su cuenta. Con el apoyo de varios países occidentales, que veían a Leopoldo como un útil amortiguador entre potencias coloniales rivales, logró el reconocimiento internacional de una colonia personal, el Estado Libre del Congo, en 1885. Sin embargo, para finales de siglo, la violencia de los funcionarios del Estado Libre contra los congoleños autóctonos y el despiadado sistema de extracción económica provocaron una intensa presión diplomática sobre Bélgica para que tomara el control oficial del país, lo que hizo en 1908, creando el Congo Belga.
Durante la etapa final de la Segunda Guerra Mundial surgió en el Congo un nuevo estrato social, los évolués. Formaban una clase media africana en la colonia y ocupaban puestos cualificados (como administrativos y enfermeros) gracias al auge económico. Aunque no existían criterios universales para determinar el estatus de évolué, en general se aceptaba que uno tuviera "un buen conocimiento del francés, se adhiriera al cristianismo y tuviera algún tipo de educación post-primaria". Hasta los años 50, a la mayoría de los évolués sólo les preocupaban las desigualdades sociales y el trato que recibían de los belgas. El nacionalismo creció en 1958, cuando más évolués empezaron a relacionarse con otros fuera de sus propias localidades y a debatir las futuras estructuras de un Estado congoleño poscolonial. Un montón de nuevos partidos políticos compitieron por el apoyo popular, entre ellos la Alianza de los Bakongo (ABAKO), liderada por Joseph Kasa-Vubu, y el Movimiento Nacional Congoleño (MNC), liderado por Patrice Lumumba. La administración colonial belga intentó poner en marcha un plan de descolonización, pero precisaba más tiempo para crear una administración congoleña y preparar su salida, por lo que intentó aislar al país de África y Europa y suprimir la organización política. Esto se fue complicando a medida que el nacionalismo congoleño se hacía más popular, por lo que en julio de 1958 el gobierno belga creó un grupo de estudio para considerar nuevas reformas en la colonia. En respuesta a las conclusiones del grupo de estudio, la administración colonial decidió que anunciaría cambios constitucionales en el Congo el 13 de enero de 1959.
El 28 de diciembre de 1958 Lumumba organizó un gran mitin del MNC en Léopoldville en el que informó de su asistencia a la Conferencia Panafricana de los Pueblos celebrada en Acra (Ghana) a principios de ese mes. En vista del éxito del mitin, Kasa-Vubu decidió organizar su propio acto una semana más tarde, el domingo 4 de enero de 1959, para debatir sobre el nacionalismo africano. ABAKO solicitó permiso para celebrar la reunión en el edificio de la YMCA (Asociación Cristiana de Jóvenes) de Léopoldville, pero el gobierno municipal, que había sido avisado con poca antelación, comunicó que sólo se autorizaría una "reunión privada". Los funcionarios belgas también advirtieron que si el acto se convertía en político, los dirigentes de ABAKO serían considerados responsables.

## Disturbios

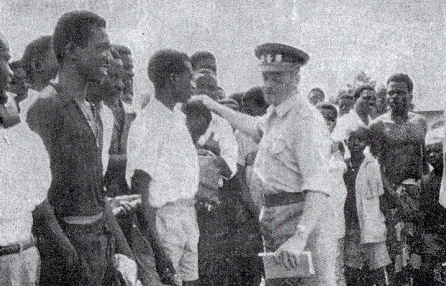
El general Émile Janssens hablando con civiles en Léopoldville tras los disturbios. Janssens fue el encargado de reprimir los disturbios.

Interpretando las advertencias de la administración como una prohibición de la reunión, los líderes de ABAKO intentaron posponer su evento el 3 de enero, pero el domingo 4, una gran multitud se reunió en la YMCA de todos modos. Kasa-Vubu y otros funcionarios de ABAKO intentaron enviar a los manifestantes a casa, pero, al no poder calmar a la multitud,la violencia estalló tras la negativa de estos a dispersarse.
La multitud empezó a lanzar piedras a la policía y a atacar a automovilistas blancos. Al grupo inicial de manifestantes pronto se unieron 20.000 congoleños que salían de un estadio de fútbol cercano. La prensa, en aquel momento, calculó que unos 35.000 africanos estuvieron implicados en los actos de violencia, y que estos se extendieron rápidamente cuando los alborotadores intentaron entrar en la zona europea de la capital. Los alborotadores destrozaron y saquearon tiendas, quemaron misiones católicas y golpearon a sacerdotes católicos. Muchos manifestantes coreaban "indépendance immédiate".
El orden se restableció con el uso de policías africanos al servicio del gobierno colonial y con carros blindados bajo la dirección del general Émile Janssens. Las autoridades coloniales detuvieron hasta a 300 congoleños, entre ellos Kasa-Vubu, que más tarde se convertiría en el primer presidente del Congo recién independizado, Simon Mzeza y el vicepresidente de ABAKO, Daniel Kanza, y los acusaron de incitar a la revuelta.

## Secuelas
Las estimaciones sobre el número final de víctimas mortales de los disturbios varían, pero el consenso apunta a una cifra final que se eleva hasta las 500. Las víctimas oficiales fueron 49 africanos muertos y 241 heridos. Muchos africanos no buscaron tratamiento en los hospitales y muchos de los que murieron fueron enterrados discretamente. Los disturbios de enero marcaron un punto de inflexión en el movimiento de liberación congoleño, obligando a las autoridades coloniales y belgas a reconocer que existían graves problemas en la colonia. A diferencia de las expresiones de descontento anteriores, las protestas fueron protagonizadas principalmente por residentes urbanos sin educación, no por évolués. Muchos évolués, como los europeos, quedaron conmocionados por la magnitud de los daños.

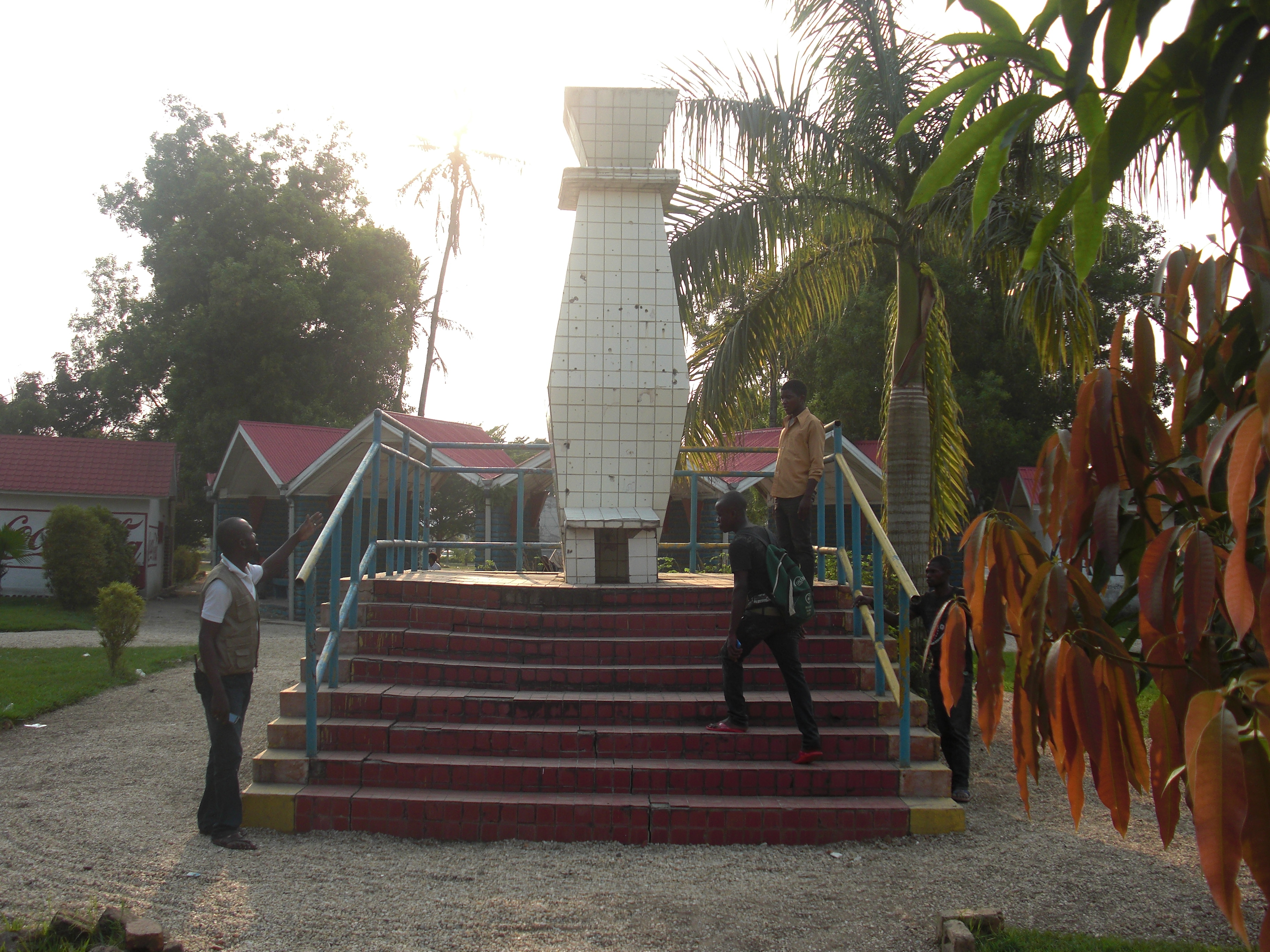
La Plaza del 4 de enero en Kisangani es uno de los espacios públicos del Congo que toma su nombre de los disturbios de Léopoldville.

Inmediatamente después de los sucesos las autoridades belgas culparon a los desempleados africanos, pero afirmaron que la mayoría de los 250.000 residentes africanos de la ciudad no estaban implicados. El Parlamento belga creó una comisión para investigar la causa de los disturbios. Esta concluyó que los disturbios eran la culminación del descontento por la discriminación racial, el hacinamiento y el desempleo. También concluyó que los acontecimientos políticos externos, como la decisión de Francia de conceder el autogobierno al vecino Congo francés, contribuyeron decisivamante, y criticó la respuesta de la administración colonial a los disturbios. El 13 de enero, la administración siguió adelante con el anuncio de reformas previsto, que incluía la celebración de nuevas elecciones locales en diciembre, la institución de un nuevo estatuto de la función pública que no hiciera distinciones raciales y el nombramiento de más africanos para los órganos consultivos. El rey belga, Balduino, también declaró por primera vez que en el futuro se concedería la independencia al Congo. Los medios de comunicación internacionales supusieron que las reformas se hicieron en respuesta a los disturbios. No hay pruebas que lo demuestren, aunque es posible que la declaración de Balduino se hiciera para calmar la opinión congoleña.

## Legado
El 4 de enero se celebra actualmente como día festivo en la República Democrática del Congo, conocido como Día de los Mártires. Los acontecimientos marcaron la radicalización del movimiento independentista y a menudo se consideran la "sentencia de muerte" del control belga del Congo. Esta radicalización se produjo en ambos bandos, con un grupo congoleño que llamaba al uso de la violencia para lograr la independencia por primera vez, junto a miembros de la comunidad blanca que, a su vez, también iban preparándose para dar una respuesta violenta. Algunos blancos planeaban intentar un golpe de estado si un gobierno de mayoría negra tomaba el poder.
Los disturbios marcaron también un periodo de creciente tensión y una ruptura para el MNC, principal rival político del ABAKO. A partir de los disturbios de enero, la influencia de ambos partidos nacionalistas se extendió por primera vez fuera de las grandes ciudades, y las manifestaciones y disturbios nacionalistas se convirtieron en algo habitual a lo largo del año siguiente, incorporando al movimiento independentista a un gran número de personas de raza negra que no pertenecían a la clase évolué. Con la detención del grueso de los dirigentes de ABAKO, el MNC quedó en una posición política de ventaja.